# Calliphora chinghaiensis
Calliphora chinghaiensis är en tvåvingeart som beskrevs av Van och Ma 1978. Calliphora chinghaiensis ingår i släktet Calliphora och familjen spyflugor. Inga underarter finns listade i Catalogue of Life.